# Стефка Буюклиева
Стефка Христова Буюклиева е българска математичка и университетска преподавателка (професор) във Великотърновския университет.

## Биография
Родена е на 8 април 1964 година в с. Медковец, област Монтана. Завършва средното си образование в Националната природо-математическа гимназия в София и висше образование във Факултета по математика и информатика на Софийския университет.
Между 1988 и 1992 година е научен сътрудник в Института по математика и информатика към БАН. След това научно и професионалното ѝ развитие продължава във Великотърновския университет „Св. св. Кирил и Методий“. Между 1992 и 2000 година заема последователно академичните длъжности асистент, старши асистент и главен асистент, Великотърновски университет. През 1999 – 2000 година прави специализация в Техническия университет в Делфт, Холандия.
През 2000 година е избрана за доцент по Алгебра и теория на числата, и от 2003 година ръководи катедра „Алгебра и геометрия“. През 2004 – 2005 година и през 2011 година прави специализация със спечелена Хумболтова стипендия при проф. Волфганг Вилемс в Университет „Ото фон Герике“ в Магдебург. През 2012 година е избрана за професор.
Научните интереси на проф. Буюклиева са в областта на алгебрата, теория на числата, теория на кодирането, криптография, дискретна математика, комбинаторика и алгоритми. Води лекции и упражнения по дисциплините Линейна алгебра, Висша алгебра и Теория на Галоа.
Научните ѝ постижения са свързани с разработване на метод за конструиране на двоични самодуални кодове с автоморфизъм от втори ред, изучаване на структурата на самодуалните кодове, инвариантни относно пермутация от даден ред; изследване на групата от автоморфизми на някои интересни двойночетни кодове; изследване на някои типове кодове над Z4.
Авторка е на учебника „Елементарна теория на числата с алгоритми“, УниМат СМБ, ISBN 978-954-8880-37-4, 2011 и на учебни материали по криптография, компютърна алгебра и шумозащитно кодиране.
Членува в Съюза на математиците в България и е председателка на секция „Великотърновски университет“.
Членка на програмните комитети на множество научни конференции в България и чужбина, членка и председателка на журитата на множество математически състезания и национални студентски олимпиади по математика и компютърна информатика.